# Cotentine
La cotentine est une race de poule domestique. 

## Autre sens
La cotentine était aussi jadis le nom d'une race bovine aujourd'hui éteinte.

## Description
C'est une race de poule de type fermier fière et élégante, élevée à deux fins (chair et ponte).

### Origine
Comme son nom l'indique, elle est originaire de la presqu'île du Cotentin en Normandie.
Elle est issue de poules locales noires mélangées avec des races importées par les marins, d'Angleterre et d'ailleurs.
Elle avait disparu, mais elle fut reconstituée et est actuellement élevée par des éleveurs regroupés en clubs.

### Standard
- Masse idéale : coq : 3 à 3,5 kg ; poule : 2 à 2,5 kg
- Crête : simple
- Oreillons : rouges
- Couleur des yeux : rouge orangé
- Couleur de la peau : blanche
- Couleur des tarses : noire
- Variétés de plumage : noir, blanc
- Œufs à couver : min. 60 g
- Diamètre des bagues : coq : 20 mm ; poule : 18 mm

## Clubs officiels
- Club pour la sauvegarde des races avicoles normandes
- Le club de la Cotentine
- Conservatoire des races normandes et du Maine
- Conservatoire pour l'élevage et la préservation de la basse-cour normande

## Sources
- Le Standard officiel des volailles (Poules, oies, dindons, canards et pintades), édité par la SCAF.